# Villa Volpicelli (Nr. 827)
Die Villa Volpicelli ist ein Landhaus aus dem 18. Jahrhundert im Stadtviertel San Giovanni a Teduccio von Neapel in der italienischen Region Kampanien. Sie liegt am Corso San Giovanni a Teduccio, 827, und zählt zu den Villen der Miglio d’oro.

## Beschreibung
Die Villa hat eine Fassade mit einem Sockel aus Bossenwerk, die im 19. Jahrhundert umgestaltet wurde. Der Grundriss des Gebäudes ist U-Förmig und umgibt den weitläufigen Innenhof, der zum Meer und zum Garten hin offen ist.
Heute müsste das Gebäude dringend restauriert werden.